# Charlot innamorato
Charlot innamorato, distribuito anche come Carlino pensionante, (The Star Boarder, noto anche coi titoli The Fatal Lantern, The Landlady's Pet, In Love with His Landlady e  The Hash-House Hero) è un cortometraggio muto del 1914 diretto da George Nichols.

## Produzione
È un film prodotto dalla Keystone Pictures Studio con protagonista Charlie Chaplin. Il film fu completato il 19 marzo 1914 e distribuito negli Stati Uniti dalla Mutual Film il 4 aprile.

## Trama
Charlot ha fatto colpo sulla padrona della pensione in cui vive, che gli riserva un trattamento di favore. Il pensionante ricambia le attenzioni, ma il marito della padrona, naturalmente, non gradisce. Charlot accompagna la signora in una passeggiata, tentando anche senza successo di giocare a tennis con lei, e le successive situazioni scherzose e affettuose avvicinano i due anche fisicamente. Il figlio della locatrice, armato di una macchina fotografica, li coglie in teneri contatti fortuiti. Il marito li segue da vicino e manifesta il proprio disappunto per l'atteggiamento equivoco; egli stesso, però non disdegna la simpatia di una ragazza con la quale si produce in atteggiamento altrettanto dubbio, e la macchina fotografica del figlio puntualmente è pronta a riprendere il tutto. Gli ospiti della pensione sono invitati ad assistere alla proiezione degli scatti effettuati dal bambino divertito, durante la quale vengono rivelati i rispettivi "tradimenti". Ne nasce una rissa durante la quale Charlot e il marito della locatrice si mettono KO a vicenda, mentre il bambino riceve dalla madre una sonora sculacciata.

## Distribuzione
- 4 aprile 1914 negli Stati Uniti
- 1915 in Svezia (Charlie spelar tennis)
- 20 gennaio 1916 in Italia
- 30 settembre in Danimarca (Chaplin som Logerende)
- 9 settembre 1919 in Spagna (Charlot, huésped ideal)
- 15 aprile 1921 in Finlandia